# Ariadna papuana
Ariadna papuana är en spindelart som beskrevs av Kulczynski 1911. Ariadna papuana ingår i släktet Ariadna och familjen sexögonspindlar. Inga underarter finns listade i Catalogue of Life.